# Germain Chainless 14/20 HP

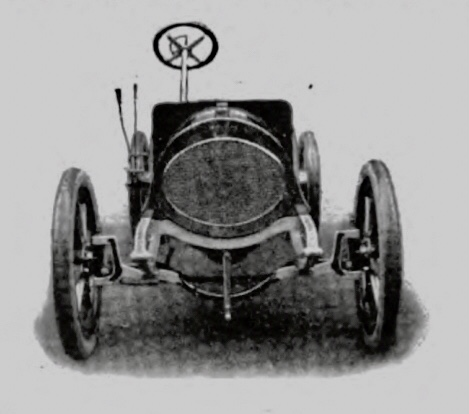
Germain Chainless 14-20 HP ovaler Honigwaben-Kühlergrill

Der Germain 14/20 hp war der erste Wagen der Société Anonyme des Ateliers Germain aus Belgien mit Kardanwelle. Der Hubraum des Vierzylindermotors betrug 2925 cm³ mit 92 mm Bohrung und 110 mm Hub. Die maximale Motorleistung von 19 HP (14 kW) wurde bei 1050/min erreicht. Erstmalig waren bei diesem Fahrzeug die Einlass- und Auslassventile getrennt auf die Motorseiten verteilt worden. Eine mit Leder belegte Kegelkonuskupplung war zwischen Motor und einem Dreiganggetriebe eingebaut. Mit der Kardanwelle wurde die Antriebskraft auf die Hinterachse weitergeleitet. Die Fußbremse wirkte auf eine Bremstrommel am Getriebeausgang und die Handbremse betätigte Bremsen direkt an der Hinterachse. Die Vorderachse war noch ungebremst. Der Radstand betrug 2642 mm und die Spurweite 1245 mm. Die Bereifung hatte einen Durchmesser von 810 mm mit einer Breite von 90 mm. Wahlweise war auch die Größe 815 mm Durchmesser und 105 mm Breite erhältlich. Das Leergewicht betrug 635 kg. Das Auto war für vier Sitzplätze ausgelegt. Im Laufe von knapp sechs Produktionsjahren wurden ein paar Hundert Germain Chainless 14/20 HP hergestellt. 